# Crocidura nimbae
Crocidura nimbae är en däggdjursart som beskrevs av Heim de Balsac 1956. Crocidura nimbae ingår i släktet Crocidura och familjen näbbmöss. IUCN kategoriserar arten globalt som nära hotad. Inga underarter finns listade i Catalogue of Life.
Denna näbbmus förekommer i västra Afrika i Guinea, Liberia, Sierra Leone och Elfenbenskusten. Utbredningsområdet ligger cirka 500 meter över havet. Crocidura nimbae vistas i fuktiga skogar.